# Landkreis Simmern

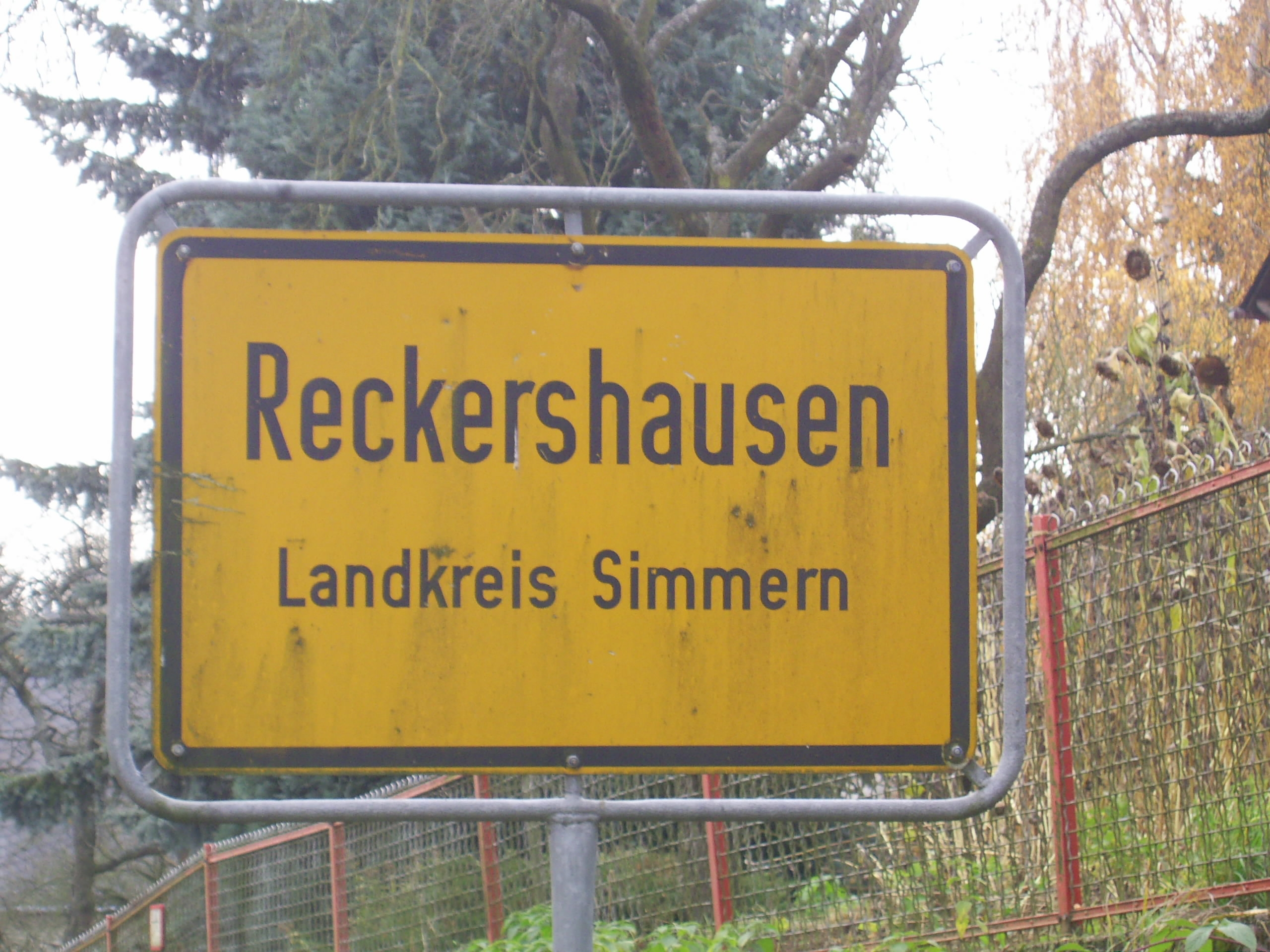
In Reckershausen fand sich 2008 noch ein Hinweis auf den Altkreis Simmern

Der Landkreis Simmern war eine im Jahr 1816 ursprünglich als Kreis Simmern vom Königreich Preußen geschaffene Verwaltungseinheit, die im heutigen Rheinland-Pfalz lag. Administrativ war er von 1816 bis 1945 dem preußischen Regierungsbezirk Koblenz in der 1822 gebildeten Rheinprovinz und von 1946 bis 1969 dem Land Rheinland-Pfalz zugehörig. Formell wurde die Bezeichnung „Landkreis Simmern“ nach dem Zweiten Weltkrieg eingeführt, unabhängig davon waren davor und danach auch die jeweils andere Bezeichnung im Gebrauch. Im Rahmen der in der Mitte der 1960er Jahre begonnenen rheinland-pfälzischen Kommunalreform wurde der Landkreis Simmern 1969 aufgelöst. Die dem Landkreis angehörenden Städte Simmern und Kirchberg sowie 100 Ortsgemeinden wurden dem neu gebildeten Rhein-Hunsrück-Kreis zugeordnet.

## Geographie
Der Landkreis grenzte Anfang 1969 im Uhrzeigersinn im Norden beginnend an die Landkreise Sankt Goar, Kreuznach, Bernkastel, Zell (Mosel) und Cochem.

## Geschichte

### Entstehung
Nachdem das Königreich Preußen im Jahre 1815 auf dem Wiener Kongress das Rheinland und damit auch Teile des von 1794 bis 1814 unter französischer Hoheit stehenden linksrheinische Gebietes zugesprochen bekommen hatte, wurden am 22. April 1816 in den beiden rheinischen Provinzen sechs Regierungsbezirke eingerichtet. Die drei Bezirke Aachen, Trier und Koblenz wurden zur Provinz Niederrhein zusammengefasst und Koblenz zum Sitz des Oberpräsidenten bestimmt. Am 14. Mai 1816 wurde im Amtsblatt der königlichen Regierung zu Coblenz dann die Einteilung des Bezirks in 16 Kreise veröffentlicht, von denen einer der Kreis Simmern war. Die neue Behörde sollte ab 20. Mai 1816 in Funktion treten. Für den Kreis Simmern änderte sich durch die Vereinigung der beiden Rheinprovinzen unter einem Oberpräsidenten (1822) nichts.
Bezogen auf die Besitzverhältnisse vor 1794 bestand der Kreis aus dem größten Teil des Fürstentums Simmern, aus einem Teil der vorderen und der hinteren Grafschaft Sponheim und aus dem reichsritterschaftlichen Flecken Gemünd. Während der französischen Verwaltung war das Gebiet von 1798 bis 1814 überwiegend auf die Kantone Simmern, Kastellaun und Kirchberg im Arrondissement Simmern dem Rhein-Mosel-Département verteilt.
Zum Kreis Simmern gehörten drei Städte (Simmern, Kirchberg und Castellaun), ein Flecken (Gemünden), 100 Dörfer, sieben Weiler und 14 Höfe. Die preußische Statistik von 1828 zählte zum Kreis 17 Katholische Kirchen, 17 Kapellen, 33 Evangelische Kirchen, 9 Simultankirchen, 5 Synagogen und 234 öffentliche Gebäude, weiterhin 47 katholische, 68 evangelische und 2 jüdische Elementarschulen sowie 1 Bürgerschule. Friedensgerichte waren in Simmern, Kirchberg und Castellaun.
Verwaltungsmäßig war der Kreis in sechs Bürgermeistereien eingeteilt:
- Bürgermeisterei Simmern mit 1 Stadt (Simmern), 20 Dörfern, 3 Weilern, 5 Höfen und 33 Mühlen; 1828 lebten hier 7394 Einwohner.
- Bürgermeisterei Kirchberg mit 1 Stadt (Kirchberg), 18 Dörfern, 1 Hof und 29 Mühlen; 1828 lebten hier 5882 Einwohner.
- Bürgermeisterei Castellaun mit 1 Stadt (Castellaun), 25 Dörfern, 1 Weiler, 2 Höfen und 25 Mühlen; 1828 lebten hier 7085 Einwohner.
- Bürgermeisterei Gemünden mit 1 Flecken, 12 Dörfern und 19 Mühlen, welche 1828 zusammen 3518 Einwohner hatten.
- Bürgermeisterei Rheinbellen mit 10 Dörfern, 1 Weiler und 7 Mühlen, welche 1828 zusammen 4210 Einwohner hatten.
- Bürgermeisterei Ohlweiler mit 15 Dörfern, 2 Weilern, 6 Höfen und 9 Mühlen; 1828 lebten hier 4345 Einwohner.

Die Bürgermeistereien bestanden bis 1927 und wurden dann in Ämter umbenannt.

### Verwaltungsreform
Nach dem Zweiten Weltkrieg kam der Landkreis Simmern zu dem 1946 neu gebildeten Land Rheinland-Pfalz. Im Rahmen der Mitte der 1960er Jahre begonnenen Gebiets- und Verwaltungsreform wurde der Landkreis Simmern unter dem letzten Landrat Rudolf Rumetsch auf der Grundlage des Dritten Landesgesetzes über die Verwaltungsvereinfachung im Lande Rheinland-Pfalz vom 12. November 1968 mit Wirkung vom 7. Juni 1969 aufgelöst und aus diesem zusammen mit Teilen der ebenfalls aufgelösten Landkreise Sankt Goar, Zell (Mosel) und Bernkastel der Rhein-Hunsrück-Kreis neu gebildet.

## Einwohnerentwicklung
| Jahr | Einwohner | Quelle |
| ---- | --------- | ------ |
| 1816 | 27.563    | [ 4 ]  |
| 1838 | 35.734    | [ 5 ]  |
| 1871 | 35.621    | [ 6 ]  |
| 1885 | 35.601    | [ 6 ]  |
| 1900 | 35.240    | [ 7 ]  |
| 1910 | 36.156    | [ 7 ]  |
| 1925 | 36.970    | [ 7 ]  |
| 1939 | 36.363    | [ 7 ]  |
| 1950 | 40.882    | [ 7 ]  |
| 1960 | 40.300    | [ 7 ]  |
| 1968 | 43.166    |        |

## Landräte
| 1816–183900Christian Ludwig Schmidt                   |
| 1840–184400Eduard von Moeller                         |
| 1844–185200Alexander von Arnim                        |
| 1852–000000Heinrich Joseph Kampers (vertretungsweise) |
| 1852–185400Adolf Ernst von Ernsthausen                |
| 1854–186700Friedrich Hardt                            |
| 1867–187200Otto Back                                  |
| 1872–187500Walther Jentzsch                           |
| 1875–189400Alexander Wenderhold                       |
| 1894–190500Gustav Adolf von Beckerath                 |
| 1905–191400Paul Brandt                                |
| 1914–192100Otto Böhme                                 |
| 1921–193100Wilhelm Josten                             |
| 1931–193600Justus Weihe                               |
| 1936–000000Friedrich von Balluseck (kommissarisch)    |
| 1937–193800Walter Tietje (kommissarisch)              |
| 1938–194000Konrad Noell                               |
| 1940–194500Friedrich Ludwig Wagner                    |
| 1945–194600Lutwin Jülich                              |
| 1946–194700Hans Rinsch                                |
| 1947–194900Kurt Goebel                                |
| 1949–195000Hans Rinsch                                |
| 1950–195900Adolf Güngerich                            |
| 1959–196800Rudolf Rumetsch                            |

## Städte und Gemeinden
Zum Landkreis Simmern gehörten 1969 zwei Städte:
- Stadt Simmern/Hunsrück
- Stadt Kirchberg

und 100 Ortsgemeinden:
- Alterkülz
- Altweidelbach
- Argenthal
- Belgweiler
- Bell
- Beltheim
- Benzweiler
- Bergenhausen
- Biebern
- Bruschied
- Bubach
- Buch
- Budenbach
- Dichtelbach
- Dickenschied
- Dill
- Dillendorf
- Dorweiler
- Ebschied
- Ellern
- Erbach
- Frankweiler
- Fronhofen
- Gehlweiler
- Gemünden
- Gödenroth
- Hasselbach
- Hecken
- Heinzenbach
- Henau
- Heyweiler
- Hollnich
- Holzbach
- Horn
- Hundheim
- Kappel
- Kastellaun
- Keidelheim
- Kellenbach
- Kisselbach
- Kleinweidelbach
- Klosterkumbd
- Kludenbach
- Königsau
- Korweiler
- Krastel
- Külz
- Kümbdchen
- Laubach
- Laufersweiler
- Leideneck
- Liebshausen
- Maitzborn
- Mannebach
- Mengerschied
- Metzenhausen
- Michelbach
- Mörschbach
- Mörz
- Mutterschied
- Nannhausen
- Neuerkirch
- Nickweiler
- Nieder Kostenz
- Niederkumbd
- Ober Kostenz
- Ohlweiler
- Oppertshausen
- Pleizenhausen
- Ravengiersburg
- Rayerschied
- Reckershausen
- Reich
- Rheinböllen
- Riegenroth
- Riesweiler
- Rödern
- Rohrbach
- Roth
- Sabershausen
- Sargenroth
- Schlierschied
- Schneppenbach
- Schnorbach
- Schönborn
- Schwarzen
- Schwarzerden
- Sevenich
- Sohrschied
- Spesenroth
- Steinbach
- Tiefenbach
- Todenroth
- Uhler
- Unzenberg
- Völkenroth
- Wahlbach
- Wohnroth
- Womrath
- Wüschheim

Während des Bestehens des Landkreises verloren mehrere Gemeinden ihre Eigenständigkeit:
- Die Gemeinde Denzen wurde 1928 in die Stadt Kirchberg eingemeindet.
- Die Gemeinden Kisselbach diesseits und Kisselbach jenseits wurden am 1. April 1939 zur Gemeinde Kisselbach zusammengeschlossen.
- Die Gemeinden Neuerkirch diesseits und Neuerkirch jenseits wurden am 1. April 1939 zur Gemeinde Neuerkirch  zusammengeschlossen.
- Die Gemeinde Panzweiler wurde am 1. April 1939 nach Gemünden eingemeindet.

## Kfz-Kennzeichen
Am 1. Juli 1956 wurde dem Landkreis bei der Einführung der bis heute gültigen Kfz-Kennzeichen das Unterscheidungszeichen SIM zugewiesen. Es wird im Rhein-Hunsrück-Kreis durchgängig bis heute ausgegeben.